# 아야카시 트라이앵글
《아야카시 트라이앵글》(일본어: あやかしトライアングル 아야카시 도라이안구루[*])은 야부키 켄타로의 만화 작품이다. 《주간 소년 점프》(슈에이샤)에서 2020년 28호부터 2022년 20호까지 연재 후, 《소년 점프+》(슈에이샤)로 이적해 2022년 4월 25일부터 2023년 9월 25일까지 연재되었다. 2022년 1월 시점에서 누계 발생 부수는 100만 부를 돌파했다.

## 스토리
신기한 요괴 '아야카시(妖)'가 있는 현대 일본. 아야카시와 싸우는 닌자 소년 카자마키 마츠리는 아야카시를 좋아하는 소꿉친구 소녀 카나데 스즈를 지키기 위해 날마다 아야카시와 싸우고 있었다.
어느 날 강한 고양이 시로가네가 스즈를 잡아먹으려고 덤벼들고, 마츠리는 할아버지로부터 물려받은 봉인술을 사용해 힘들게 시로가네를 물리치지만, 죽음을 체념하지 못한 시로가네는 자신의 술로 마츠리를 여자의 육체로 바꿔버린다. 마츠리는 힘을 봉인당하고 약화된 시로가네를 이번에야말로 퇴치하려 하지만 그것은 자신이 다시는 남자로 돌아갈 수 없게 된다는 것을 의미한다. 그럼에도 스즈를 지키기 위해서라면 하고 받아들이는 마츠리였지만 스즈는 마츠리에 대한 연정과 죄책감 때문에 강력히 반대하고 시로가네와 화해할 것을 주장한다. 어쩔 수 없이 마츠리는 시로가네를 집고양이라는 명목으로 자신의 감시하에 두겠다고 선언해 당장의 문제는 미뤄진다. 여기서 기묘한 삼각관계가 형성된다.

## 작중 용어
아야카시(妖)
일반적으로 이야기되는 요괴와 거의 같은 존재로, 본작에서는 사람이나 동물 등의 여러가지 사념이 모여 의사를 얻은 존재라고 여겨진다. 그 모습은 어느 정도의 영혼력이 없고 백력의 소유자, 최소한 아야카시라는 존재를 '사실로 인식하고 있어야' 볼 수 있으며, 일반인이 아야카시를 시인하려면 아야카시측이 볼 수 있는 모습으로 '변화'할 필요가 있다.
화조풍월(花鳥風月)
마츠리, 스즈, 야요, 루 4인조의 통칭.

## 등장인물
담당 성우는 TV 애니메이션판 / 보이스 코믹판의 순서로 표기. 혼자만 기재한 경우는 별도 표기가 없는 한 TV 애니메이션판에서의 배역.

### 주요 인물
카자마키 마츠리(風巻 祭里)
성우 - 치바 쇼야(남), 토미타 미유(여) / 미네타 히로무(남), 쿄카 유키(녀), 카바사와 료(어린 시절) 정승욱 (남), 미연 (여)
본작의 주인공. 바람술법을 부리는 퇴신의 명문 '카자마키 가문'의 후계자 아들로, 호쿠사이 고등학교 1학년. 2006년 8월 1일생. 고등학교 입학 전 소꿉친구 스즈에게 덤벼든 아야카시의 왕 시로가네를 봉인하려 하지만 시로가네에의 반격을 받아 여성의 몸으로 변한다.
성실하고 정의감이 강하고, 어떤 곤경에도 아야카시를 쓰러뜨린다는 신념의 소유자. 한편으로 여심에는 생소하고, 스즈가 자신을 향한 호의를 눈치채지 못하고, 또 자기 자신이 스즈에게 매료되어 있다는 것도 자각하고 있지 않다.
카나데 스즈(花奏 すず)
성우 - 이치노세 카나 / 아이자와 사야/ 조경이
본작의 히로인. 마츠리의 소꿉친구이자 고등학교 클래스메이트. 강한 생명력을 가진 무녀 소녀로 어린 시절부터 아야카시를 벗 삼아 자라왔다.
시로가네(シロガネ)
성우 - 겐다 텟쇼 /  나가토 미츠테루(변화시),/신용우 (성우) 후지쿠라 히카루(원래의 모습)
400년 이상을 사는 수컷 고양이 아야카시로 수많은 아야카시들을 거느릴 수 있는 '아야카시의 왕'. 무녀인 스즈를 잡아먹음으로써 더욱 힘을 얻고자 하지만, 미츠리가 설치한 결계에 의해 봉인되기 시작한다. 그 직전에 마츠리에 건 술법으로 완전한 봉인만은 피하지만 힘의 대부분을 빼앗김으로써 본래의 모습으로 돌아갈 수 없게 된다.

### 호쿠사이 고등학교
토바 야요이(鳥羽 弥生)
성우 - 토마츠 하루카 / 엔도 카논
세미롱 갈색 머리에 삼백안과 덧니가 특징인 활발한 소녀.
츠키오카 루시(月丘 ルーシー)
성우 - 키노 히나 / 누쿠이 유카/정윤정 (성우)
긴 금발과 작고 날씬한 체형이 특징인 소녀.
스지모리 마스라오(筋森 益荒男)
성우 - 야마모토 카네히라 / 모리타 료
교칙에 엄격한 중년의 남성 영어 교사.

### 불제닌자
카자마키 세이겐(風巻 清弦)
성우 - 우오 켄 / 토키와 쇼헤이
마츠리의 할아버지. 예전에는 불제닌자였지만, 현재는 노령으로 몸 상태가 좋지 않아 은퇴해, 취미인 아이돌 동영상 시청이나 게임 삼매경의 은거 생활을 보내고 있다.
니노쿠루 소가(二ノ曲 宗牙)
성우 - 이시게 쇼야
마츠리의 선배인 호쿠사이 고등학교 2학년. 날카로운 앞니로 교내에서는 불량으로 오해받아 두려워하고 있으며 실제 성품도 강하지만, 불제닌자로서의 강한 사명감과 정의감을 지녔다.
니노쿠루 포노스케(二ノ曲 ポ之助)
성우 - 아라이 사토미
야먀부시의 모습을 한 아야카시로, 소가의 식신으로 섬기고 있다. 정중한 어조로 어미에 '~포'라고 붙이고 말한다.
코로기 레오(香炉木 恋緒)
성우 - 야마네 아야
쇼야와 동급생.

### 그 외 등장인물
카나데 릿타(花奏 律太)
성우 - 아이하라 코토미
스즈의 남동생.

## 서지 정보
- 야부키 켄타로 《아야카시 트라이앵글》 슈에이샤 〈점프 코믹스〉
  1. 「祭里とすずと妖」2020년 10월 2일 발매[11], ISBN 978-4-08-882505-2
  2. 「トクベツな関係」2020년 12월 4일 발매[12], ISBN 978-4-08-882516-8
  3. 「誘う少年」2021년 3월 4일 발매[13], ISBN 978-4-08-882582-3
  4. 「比良坂命依」2021년 6월 4일 발매[14], ISBN 978-4-08-882682-0
  5. 「謎の雪娘」2021년 8월 4일 발매[15], ISBN 978-4-08-882732-2
  6. 「日照り神と乙女たち」2021년 10월 4일 발매[16], ISBN 978-4-08-882790-2
  7. 「交わる前世と現世」2022년 1월 4일 발매[4], ISBN 978-4-08-882881-7
  8. 「君を助けたい」2022년 3월 4일 발매[17], ISBN 978-4-08-883034-6
  9. 「濡れた駆け引き」2022년 6월 3일 발매[18], ISBN 978-4-08-883148-0
  10. 「すずの神隠し」2022년 9월 2일 발매[19], ISBN 978-4-08-883250-0
  11. 「幼心の想い」2022년 11월 4일 발매[20], ISBN 978-4-08-883363-7
  12. 「想い出の髪留め」2023년 1월 4일 발매[21], ISBN 978-4-08-883440-5
  13. 「性醒流転・解除!?」2023년 3월 3일 발매[22], ISBN 978-4-08-883514-3
  14. 「妖巫女の少女」2023년 6월 2일 발매[23], ISBN 978-4-08-883545-7
  15. 「愛の牢獄（ラブプリズン）」2023년 9월 4일 발매[24], ISBN 978-4-08-883712-3
  16. 「祭里とすずと大団円」2023년 12월 4일 발매[25], ISBN 978-4-08-883802-1

## 보이스 코믹
유튜브 점프 채널에서 2020년 11월 20일부터 1화씩 업로드되었다.

## TV 애니메이션
2023년 1월 10일부터 BS11 등에서 방송을 개시했다. 하지만 코로나19 확산 여파로 애니메이션 제작 지연이 발생해 방송 연기와 블루레이&DVD 출시가 연기되었다. 제5화 이후의 방송을 연기해, 2월 6일(월) 이후의 각 방송국에 의한 방송은, 부음성으로의 스페셜 코멘터리가 첨부된 제1화~제4화의 재방송이된다. 3월 6일 이후에는 제5화·제6화 후 '제6화까지의 총집편'과 '스페셜 특판'을 방송하고, 제7화 이후의 방송 스케줄은 다시 애니메이션 공식 사이트 및 공식 트위터를 통해 공표하기로 했으나 2023년 7월부터 각 방송국에서 제1화~제12화를 방영하기로 결정했다.

### 스태프
- 원작 - 야부키 켄타로[29]
- 감독 - 아키타야 노리아키(秋田谷典昭)[29]
- 부감독 - 우마비키 케이(馬引 圭)[29]
- 시리즈 구성 - 야스카와 쇼고(ヤスカワショウゴ)[29]
- 캐릭터 디자인·총작화 감독 - 후루카와 히데키(古川英樹)[29]
- 아야카시 디자인 - 우메다 카즈키(梅田一城), 오오이와 토쿠미(大岩徳美)
- 프롭 디자인·총작화 감독 - 히로토미 마유(廣冨麻由)
- 색채 설계 - 타다노 유키코(但野ゆき子)
- 미술 감독 - 쿠와하라 사토루(桑原 悟)
- 촬영 감독 - 야나기다 타카시(柳田貴志)
- 3D 감독 - 사이토 타케시(齋藤威志)
- 편집 - 센도 마키(仙土真希)
- 음향 감독 - 아케타가와 진(明田川仁)[29]
- 음악 - 이시즈카 레이(石塚玲依)[29]
- 음악 제작 - 애니플렉스
- 음악 프로듀서 - 야마노우치 마사하루(山内真治)
- 프로듀스 - BARNUM STUDIO
- 프로듀서 - 나카야마 노부히로(中山信宏), 쿠라시마 마유미(倉島真由実), 나카타 히로야(中田博也), 히가시 마오(東真央), 코가레 코이치로(小彼孝一郎), 코가와라 카즈마사(小河原一将)
- 애니메이션 프로듀서 - 나카가와 지로(中川二郎)
- 애니메이션 제작 - CONNECT[29]
- 제작 - 아야카시 트라이앵글 제작위원회(애니플렉스, 슈에이샤, 요미우리 TV, BS11, 추가이 광업, 마루이 그룹)

### 주제가
열풍은 유전한다(熱風は流転する)
필로소피의 댄스에 의한 오프닝 테마. 작사는 코다마 아메코, 작곡은 SoichiroK, Nozomu.S, 편곡은 Soulife.
마다하지 않아 feat. 토미타 미유, 이치노세 카나(厭わない feat. 富田美憂,市ノ瀬加那)
MIMiNARI에 의한 엔딩 테마. 작사·작곡은 MIMiNARI. 게스트 보컬은 카자마키 마츠리 역의 토미타 미유, 카나데 스즈 역의 이치노세 카나.

### 방영 목록
| 화수   | 제목                                        | 각본          | 그림 콘티                       | 연출                            | 작화 감독                                                                            | 총작화 감독     | 방송일          |
| ------ | ------------------------------------------- | ------------- | ------------------------------- | ------------------------------- | ------------------------------------------------------------------------------------ | --------------- | --------------- |
| 제1화  | 祭里とすずと妖 마츠리와 스즈와 아야카시     | 야스카와 쇼고 | 우마비키 케이                   | 모리타 게이세이                 | 카와조에 아키코 하타노 유스케 우메다 카즈키                                          | 후루카와 히데키 | 2023년 1월 10일 |
| 제2화  | オンナトモダチ 여자 사람 친구               | 야스카와 쇼고 | 타케노우치 카즈히사             | 야마모토 타츠미                 | BigOwl Revival                                                                       | 후루카와 히데키 | 1월 17일        |
| 제3화  | 神速の祓忍 신속의 퇴치닌자                  | 이리에 신고   | 토미타 유스케                   | 토미타 유스케                   | 사노 타카오 오오이와 토쿠미 하기와라 마사토 하야시 타카요시 하타노 유스케            | 히로토미 마유   | 1월 24일        |
| 제4화  | 妖巫女の憂鬱 아야카시 무녀의 우울           | 야스카와 쇼고 | 니시타 마사요시                 | 야부우치 유우                   | BigOwl Revival                                                                       | 후루카와 히데키 | 1월 31일        |
| 제5화  | オモカゲ 오모카게                           | 이리에 신고   | 우미카제 료                     | 모리타 게이세이                 | 우메다 카즈키 하라 유키 카와조에 아키코                                              | 후루카와 히데키 | 3월 7일         |
| 제6화  | 視える、視えない 보여, 보이지 않아          | 타니하타 유키 | 사와이 코지                     | 코시바 준야                     | 사노 타카오 오오이와 토쿠미 하타노 유스케 하야시 타카요시                            | 히로토미 마유   | 3월 14일        |
| 제7화  | 歌川画楽 우타가와 가라쿠                    | 야스카와 쇼고 | 니시타 마사요시                 | 오오쿠보 마사시                 | 오오츠카 미도리 카시우치 노에코 사쿠라이 타쿠로 Revival                              | 후루카와 히데키 | 8월 22일        |
| 제8화  | 初めてのひと 첫 번째 사람                   | 타니하타 유키 | 타나카 치하야                   | 타나카 치하야                   | 하야시 카나 모리노 미야코 타나카 치하야 타카하시 코헤이 Facu Escobedo STUDIO MASSKET | 후루카와 히데키 | 8월 29일        |
| 제9화  | ”彼”との遭遇? "그"와의 조우?                | 야스카와 쇼고 | 타케노우치 카즈히사             | 토미타 유스케                   | 카와조에 아키코 사노 타카오 하기와라 마사토 히로토미 마유 일영공방                   | 히로토미 마유   | 9월 5일         |
| 제10화 | 誘う少年 유혹하는 소년                      | 이리에 신고   | Royden B                        | 이시카와 히사카즈               | BigOwl Revival                                                                       | 후루카와 히데키 | 9월 12일        |
| 제11화 | 調和の心 조화의 마음                        | 이리에 신고   | 타케노우치 카즈히사             | 모리타 게이세이 토미타 유스케   | 니와 노부노리 하라 유키 하타노 유스케                                                | 후루카와 히데키 | 9월 19일        |
| 제12화 | 妖の王・花奏すず 아야카시의 왕・카나데 스즈 | 야스카와 쇼고 | 우마비키 케이 아키타야 노리아키 | 코시노 에리오 아키타야 노리아키 | 후루카와 히데키                                                                      | -               | 9월 26일        |

### BD / DVD
| 권 | 발매일           | 수록화          | 규격품번      | 규격품번      |
| 권 | 발매일           | 수록화          | BD            | DVD           |
| -- | ---------------- | --------------- | ------------- | ------------- |
| 1  | 2023년 9월 27일  | 제1화 - 제2화   | ANZX-16421/2  | ANZB-16421/2  |
| 2  | 2023년 10월 25일 | 제3화 - 제4화   | ANZX-16423/4  | ANZB-16423/4  |
| 3  | 2023년 11월 22일 | 제5화 - 제6화   | ANZX-16425/6  | ANZB-16425/6  |
| 4  | 2023년 12월 27일 | 제7화 - 제8화   | ANZX-16427/8  | ANZB-16427/8  |
| 5  | 2024년 1월 31일  | 제9화 - 제10화  | ANZX-16429/30 | ANZB-16429/30 |
| 6  | 2024년 2월 28일  | 제11화 - 제12화 | ANZX-16431/2  | ANZB-16431/2  |